# Susanne Lingheim
Susanne Lingheim (Estocolmo, 9 de agosto de 1954) é uma diretora de arte sueca. Venceu o Oscar de melhor direção de arte na edição de 1984 por Fanny and Alexander, ao lado de Anna Asp.